# Wandervogel

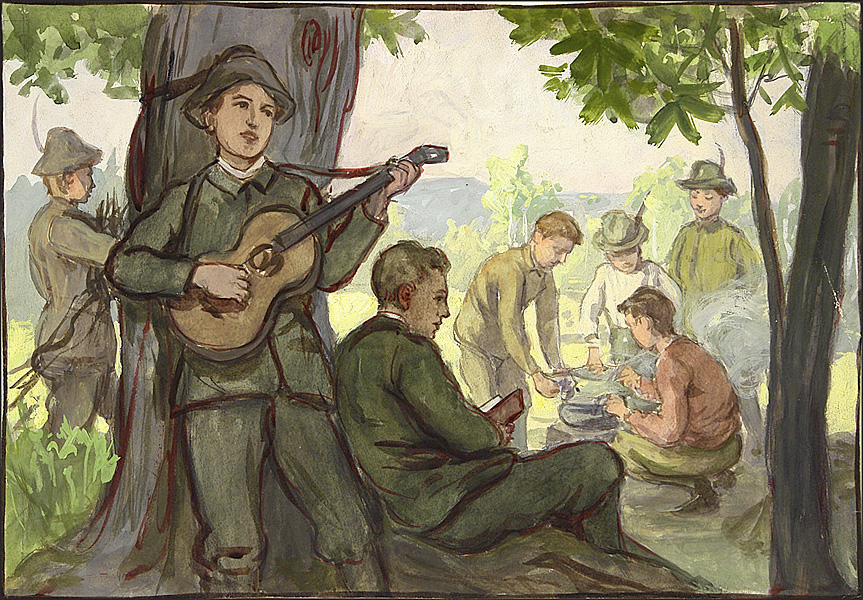
Wandervogel kring sekelskiftet 1900

Wandervogel (tyska för "flyttfågel") var en del av den tyska ungdomsrörelsen som grundades 1901 som en ideell och av romantiken inspirerad motkraft till dels en pågående industrialisering, dels som en reaktion mot det borgerliga samhällets förment konstlade liv. Namnet Wandervogel började användas 1896.

## Historik
Wandervogel hade nära samband med rörelser som Jugendbewegung, Reformpädagogik, Freikörperkultur och Lebensreform. Den lockade främst medelklassungdomar och var inriktad på en sund och enkel livsstil där friluftsliv och sång var viktiga inslag. De naturnära idealen präglades av vildmarksromantik och uttrycktes bland annat i vandring och vildmarksliv, med frisksportinslag.
Efter första världskriget splittrades rörelsen i ett flertal organisationer, som senare förbjöds efter Hitlers maktövertagande 1933. I samband med den totala Gleichschaltung som inleddes i Tyskland vid nazisternas maktövertagande tvångsintegrerades Wandervogel i Hitlerjugend. Nya, opolitiska, Wandervogelgrupper bildades efter 1946.
Rörelsen fick stort inflytande och inspirerade många i sin samtid. Wandervogel har påverkat många olika senare rörelser, exempelvis så olika rörelser som scouting, frisksport och hippies.

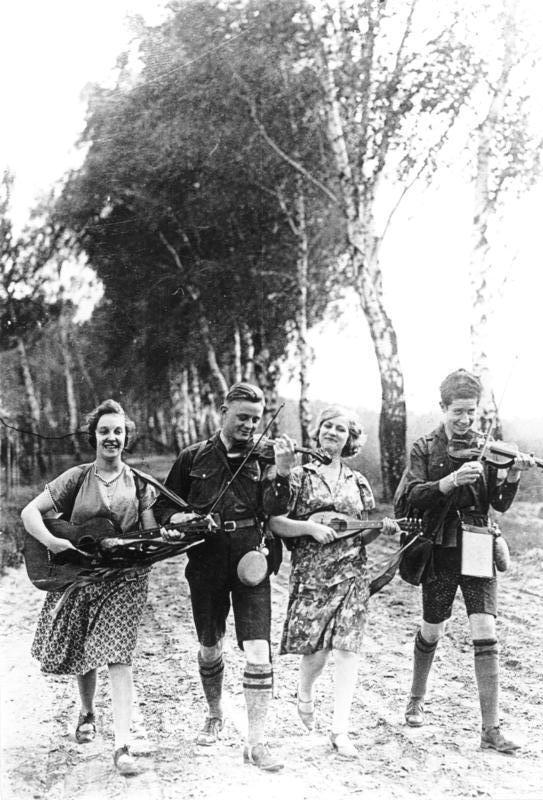
Wandervogel (okänt år)
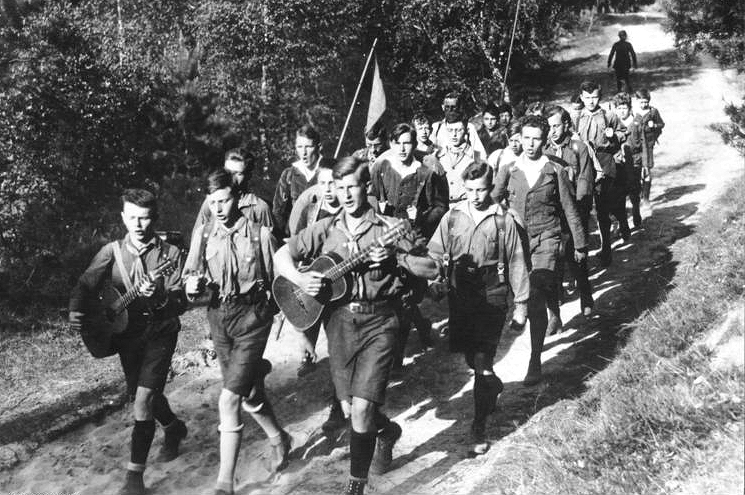
Wandervogelgrupp från Berlin, ca 1930